# Andrea Berntzen
Andrea Berntzen (Oslo, 25 de fevereiro de 1998) é uma atriz norueguesa. Ela ficou conhecida pelo papel principal como Kaja no filme Utøya: July 22, de Erik Poppe, pelo qual foi eleita a melhor atriz feminina no Prêmio Amanda de 2018. Em 2021, ela interpretou o papel de Marielle no especial de Natal do canal TVNorge, Nissene i bingen.